# Молодчик Каструччо
«Молодчик Каструччо» (исп. El galan Castrucho) — комедия испанского драматурга Лопе де Веги, впервые опубликованная в 1614 году в составе «IV части комедий Лопе де Вега». Она фигурирует в перечне пьес, дополнивших первое издание романа «Странник в своём отечестве» (1604), а значит, относится к раннему периоду творчества Лопе.
В перечень пьеса попала под названием «Мошенник Каструччо» (El rufian Castrucho), и это название, по мнению некоторых исследователей, больше соответствует сюжету. Комедия нетипична для Лопе, так как явно тяготеет к «низкому» жанру, приближаясь в этом смысле к «Селестине» Фернандо де Рохаса и «Андалусской потаскухе» Франсиско Деликадо. Тот факт, что «IV часть комедий Лопе де Веги» вышла почти одновременно в трёх городах (Мадриде, Барселоне и Памплоне), может говорить о популярности «Молодчика Каструччо».